# Frischenmühle
Frischenmühle (oberfränkisch: Frischnmül) ist ein Gemeindeteil der Großen Kreisstadt Kulmbach im Landkreis Kulmbach (Oberfranken, Bayern). Frischenmühle liegt in der Gemarkung Leuchau.

## Geografie
Die Einöde liegt am Roten Main. Eine Gemeindeverbindungsstraße führt nach Windischenhaig (0,8 km südwestlich) bzw. nach Unterzettlitz (0,2 km nordöstlich).

## Geschichte
Der Ort wurde 1398 als erstmals urkundlich erwähnt. 1695 besaß sie Friedrich Frisch. 1838 wurde sie erstmals als „Frischmühle“ bezeichnet.
Gegen Ende des 18. Jahrhunderts gehörte Frischenmühle zur Realgemeinde Unterzettlitz. Das bayreuthische Stadtvogteiamt Kulmbach übte das Hochgericht aus. Das Kastenamt Kulmbach war Grundherr der Mahlmühle.
Von 1797 bis 1810 unterstand der Ort dem Justiz- und Kammeramt Kulmbach. Mit dem Gemeindeedikt wurde Frischenmühle dem 1811 gebildeten Steuerdistrikt Melkendorf zugewiesen. 1812 kam sie zum Steuerdistrikt und Ruralgemeinde Gößmannsreuth. Mit dem Zweiten Gemeindeedikt (1818) wurde die Gemeinde nach Leuchau umbenannt. Am 1. Juli 1976 wurde Frischenmühle im Zuge der Gebietsreform in Bayern nach Kulmbach eingegliedert.

### Einwohnerentwicklung
| Jahr      | 001818 | 001861 | 001871 | 001885 | 001900 | 001925 | 001950 | 001961 | 001970 | 001987 |
| Einwohner | *      | 11     | 7      | 6      | 0      | 5      | 7      | 4      | 3      | 0      |
| Häuser    | *      |        |        | 1      | 1      | 1      | 1      | 1      |        | 0      |
| Quelle    | [ 8 ]  | [ 11 ] | [ 12 ] | [ 13 ] | [ 14 ] | [ 15 ] | [ 16 ] | [ 17 ] | [ 18 ] | [ 1 ]  |

## Religion
Frischenmühle ist seit der Reformation evangelisch-lutherisch geprägt und nach St. Johannes der Täufer (Hutschdorf) gepfarrt.